# آلبرت یانگ (بوکسور)
آلبرت یانگ (انگلیسی: Albert Young; ۲۸ سپتامبر ۱۸۷۷ – ۲۲ ژوئیهٔ ۱۹۴۰) بوکسور اهل ایالات متحده آمریکا بود.